# Starý dvůr
Starý dvůr je zaniklá tvrz v Bohosudově u Krupky v okrese Teplice. Založena byla už ve čtrnáctém století a v patnáctém století se stala sídlem, od kterého odvozoval svůj původ rod Glaců ze Starého Dvora. V pozdějších dobách tvrz často střídala majitele. Koncem devatenáctého století byly strženy nadzemní stavby a z celého sídla se dochoval jen pahorek tvrziště obklopeného kruhovým vodním příkopem. Tvrziště je od roku 1964 chráněno jako kulturní památka.

## Historie
Poplužní dvůr s tvrzí vznikl v Bohosudově v průběhu čtrnáctého století. August Sedláček se bez spolehlivých důkazů domníval, že tvrz byla roku 1426 vypálena během pronásledování křižáků husity po prohrané bitvě u Ústí nad Labem.
První písemná zmínka o tvrzi pochází z roku 1433, kdy krupecký měšťan Martin Hengst odkázal polovinu majetku synu Lorencovi. Brzy poté dostal zbytek majetku nezletilý syn Petr, jehož poručníky se stala matka a krupecký měšťan Hanuš Glac. Hanuš okolo roku 1450 Starý dvůr od obou bratrů koupil, ale celou kupní sumu jim vyplatil, až když ho bratři v roce 1452 zažalovali u soudu. Hanuš splatil dluh a v roce 1471 získal spolu se svým příbuzným Vavřincem od císaře Fridricha III. erb a predikát ze Starého Dvora.
Glacové původně patřili ke krupeckým báňským podnikatelům. Během patnáctého století velmi zbohatli a na přelomu patnáctého a šestnáctého století jim patřila panství Červený hrádek, Kyšperk, Střekov, Všebořice, Minice a Klíše. Nejspíše také nechali obnovit Starý dvůr. Tvrz jim patřila až do roku 1539, ale podle Augusta Sedláčka ji roku 1529 držel Jan Žďárský ze Žďáru. Roku 1537 měla tvrz patřit k hradu Krupka, ale nepodléhala přímo vrchnosti, nýbrž stále Glacům. Ti tvrz roku 1539 prodali Kašparu Anderšovi z Ottendorfu. Několik let poté ji koupil Valten Ruprecht z Hungrkoštu, který ji roku 1552 prodal za 850 kop saských grošů městu Krupka.
Město příslušenství tvrze rozdělilo a po částech pronajalo řadě měšťanských rodin. Po roce 1584 se Krupka zadlužila, a roku 1586 proto Starý dvůr na šest let zastavila Mathildě ze Solhauzu. Po uplynutí šesti let však město nedokázalo majetek vyplatit, a proto jej roku 1594 rozprodalo měšťanům, kteří se museli zavázat, že svůj podíl neprodají žádnému šlechtici. Samotnou tvrz s vodním příkopem koupil Jiří Klippel, který k ní přikoupil několik vesnic. Roku 1614 celý statek prodal se souhlasem městské rady Divišovi řečenému Kluge, hejtmanovi panství hradu Blansko, za 4500 kop grošů.
Diviš Kluge se zúčastnil stavovského povstání v letech 1618–1620, a proto odešel ze země. Starý dvůr zůstal čtyři roky opuštěný, a teprve roku 1628 se ho ujala městská rada v Krupce. Diviš Kluge se později vrátil z emigrace a získal svůj bývalý statek zpět. Roku 1638 (nebo 1637) jej od něj za tisíc rýnských zlatých koupil Adam Pecelius z Adlersheimu. Nový majitel vyjednal osvobození statku od povinností k vrchnosti a získal jeho povýšení na zemský statek. Adam Pecelius potom Starý dvůr roku 1651 prodal za 3200 rýnských zlatých chomutovským jezuitům.
Tvrz roku 1664 vyhořela, ale jezuité ji nechali obnovit. Po zrušení řádu v roce 1773 Starý dvůr přešel znovu do soukromých rukou a později jej opět získalo město Krupka. Tvrz však v té době chátrala a přestala sloužit k bydlení. Po roce 1883 nechal tehdejší majitel Krügner zbořit veškeré zdivo a zasypat sklepy, takže z původního panského sídla zůstal jen ostrůvek obklopený vodním příkopem. Ten byl poškozen po roce 1945 při stavbě blízkého koupaliště, které příkop využívalo k úpravě vody.

## Stavební podoba
Tvrziště se skládá z okrouhlého ostrůvku o průměru 24 metrů a vodního příkopu o šíři až 15 m, s vyzděnými stěnami. Opevnění tvořila hradba postavená podél okraje ostrůvku. V jeho středu stávala ve čtrnáctém století jediná budova s obdélníkovým půdorysem o rozměrech 8 × 11 metrů. K ní se v severozápadním nároží přikládal schodišťový přístavek. Sklep budovy byl zaklenut valenou klenbou.